# Markel
Markel es un nombre propio masculino vasco, que deriva del latín Martiālis o Marcellus, relativo al dios de la guerra romano Marte. Es un nombre propuesto en el Santoral publicado por Sabino Arana y Koldo Elizalde, como equivalente a Marcelo y/o Marcial. Su variante femenina es Markeliñe/Markele

## Variantes
- Alemán: Marcellus
- Árabe: مارسيلو
- Catalán: Marcel/Marçal
- Coreano: 마르첼로
- Francés: Marcel/Martius
- Hebreo : מרסלו
- Indio: मर्चेल्लो
- Inglés: Martial/Marshall/Marcellus
- Italiano: Marziale/Marcello
- Japonés: マルチェロ
- Kannada o Canarés: ಮರೆಚ್ಲೊಲ್
- Panyabí: ਮਰ੍ਚੇਲ੍ਲੋ
- Polaco: Marcel/Marceli
- Portugués: Marcelo
- Español: Marcelo/Marcelino/Marcial
- Ruso: Маркелл (Маркел); (Markel)
- Telugú: మరెచ్లొల్

## Santoral
- 16 de enero: San Marcelo, Papa.
- 16 de abril: San Marcial, mártir.
- 30 de junio: San Marcial de Limoges, obispo.
- 7 de julio: San Marcial, obispo.
- 10 de julio: San Marcial.
- 16 de agosto:San Yacinebrahimipib
- 22 de agosto: San Marcial.
- 28 de septiembre: San Marcial.
- 13 de octubre: San Marcial.
- 30 de octubre: San Marcelo, mártir.

## Personas conocidas
- Markel Olano Arrese (1965), político.
- Markel Robles Zugadi (1979), futbolista.
- Markel Irizar Aranburu (1980), Ciclista.
- Markel Bergara Larrañaga (1986), futbolista.
- Markel Susaeta Laskurain (1987), futbolista.
- Markel Ganboa Melero (1990), productor
- Markel Mina Azurmendi (1993), surfista.
- Markel Segurola Alsasua (2024), Algien.